# Глайна (Мальшвиц)

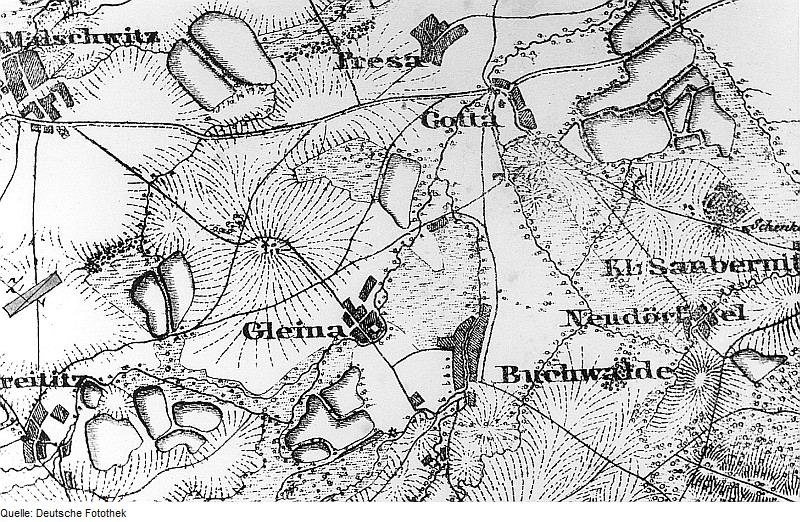
Глайна на карте 1758 года

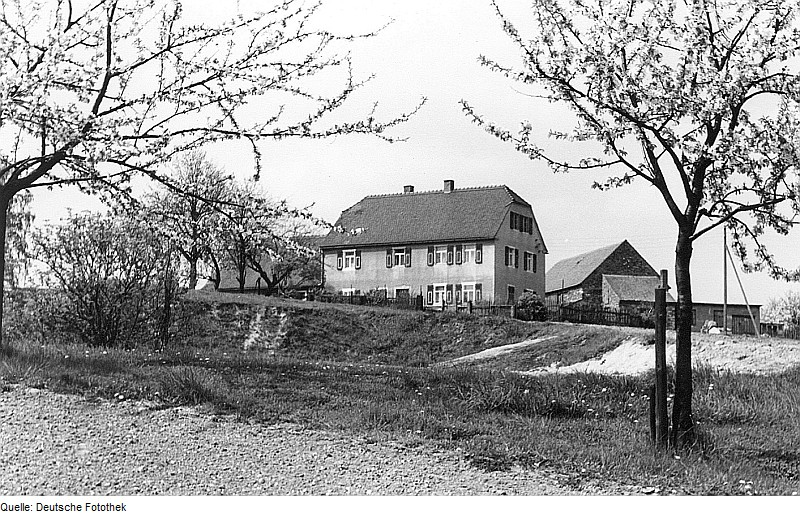

Гла́йна или Гли́на (нем. Gleina; в.-луж. Hlinaо файле) — деревня в Верхней Лужице, Германия. Входит в состав коммуны Мальшвиц района Баутцен в земле Саксония. Подчиняется административному округу Дрезден.

## География
Находится в южной части района Лужицких озёр примерно в 12 километрах северо-восточнее Баутцена. Через деревню проходит автомобильная дорога К 7222.
Соседние населённые пункты: на севере — деревня Гучина, на востоке — деревня Букойна, на юго-западе — деревня Пшивчицы и на западе — административный центр коммуны деревня Мальшвиц.

## История
Впервые упоминается в 1453 году под наименованием Cleyn.
С 1950 по 1974 года входила в коммуну Бухвальде, с 1974 по 1994 — в коммуну Барут. С 1994 года входит в состав современной коммуны Мальшвиц.
В настоящее время деревня входит в состав культурно-территориальной автономии «Лужицкая поселенческая область», на территории которой действуют законодательные акты земель Саксонии и Бранденбурга, содействующие сохранению лужицких языков и культуры лужичан.
Исторические немецкие наименования.
- Cleyne, 1433
- Glyn, 1447
- Gleyne, 1453
- Gleina, 1510
- Gleyne, 1519
- Gleina, 1658
- Kleina, 1732

## Население
Официальным языком в населённом пункте, помимо немецкого, является также верхнелужицкий язык.
Согласно статистическому сочинению «Dodawki k statisticy a etnografiji łužickich Serbow» Арношта Муки в 1884 году в деревне проживало 261 человек (из них — 239 серболужичан (92 %)).
| 1834 | 1871 | 1890 | 1910 | 1925 | 1939 | 1946 |
| ---- | ---- | ---- | ---- | ---- | ---- | ---- |
| 242  | 234  | 224  | 235  | 230  | 212  | 241  |